# Gelimer

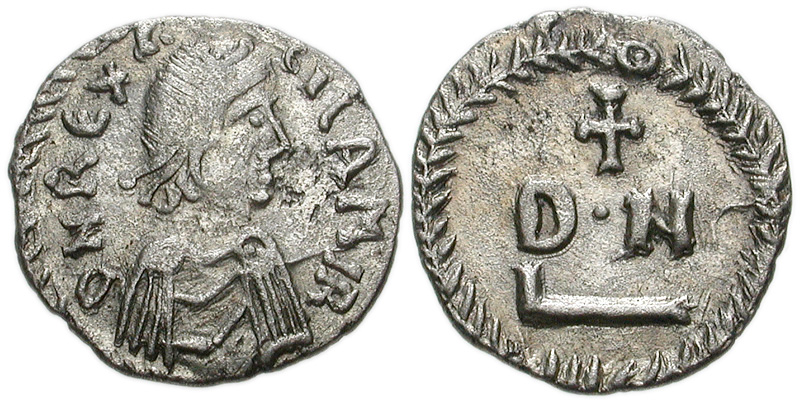
Mynt av Gelimer.

Gelimer, den siste kungen av Vandalriket i Nordafrika, regerade mellan år 530 och 534. 
Han besteg tronen efter att i en kupp ha avsatt den romarvänlige Hilderik. Därefter försämrades relationerna till Östrom vilket ledde till att Belisarius, utsänd av kejsar Justinianus I, invaderade Vandalriket år 533. Gelimer besegrades i slagen vid Dekimon och Trikamaron varefter han tvingades fly till berget Papua där han uthärdade en belägring i över tre månader innan han tvingades ge upp. Han blev väl behandlad av romarna och skickades till Konstantinopel där han var med i Belisarius triumftåg. Justinianus skänkte sedan honom ett stort landområde i Galatien där han bosatte sig.